# رائد العمری
رائد العمری (عربی: رائد العمري؛ زادهٔ ۲۷ ژوئن ۱۹۸۹) یک ورزشکار اهل عربستان سعودی است.
از باشگاه‌هایی که در آن بازی کرده‌است می‌توان به باشگاه فوتبال الاتحاد، باشگاه فوتبال الوطنی عربستان سعودی، باشگاه فوتبال الرائد عربستان سعودی، و باشگاه فوتبال نجران عربستان سعودی اشاره کرد.